# Héliopolis (distrito)
Héliopolis é um distrito localizado na província de Guelma, Argélia, e cuja capital é a cidade de mesmo nome, Héliopolis. A população total do distrito era de 38 901 habitantes, em 1998.[carece de fontes?]

## Municípios
O distrito é composto por três municípios, que é o maior número na província:
- Héliopolis
- El Fedjoudj
- Bouati Mahmoud